# Jamie Raskin
Jamin Ben (Jamie) Raskin (Washington D.C., 13 december 1962) is een Amerikaans jurist, auteur en politicus van de Democratische Partij. Sinds 3 januari 2017 is hij lid van het Huis van Afgevaardigden namens het 8e congresdistrict van Maryland. Raskin is de hoofdaanklager (lead impeachment manager) bij de berechting in de Senaat in de tweede afzettingsprocedure tegen Donald Trump. Voor zijn verkiezing als afgevaardigde was hij hoogleraar constitutioneel recht en lid van de Senaat van Maryland. Hij is getrouwd met oud-onderminister van Financiën Sarah Bloom Raskin.
- Bibsys: 3102735
- Bibliothèque nationale de France: cb14584765q (data)
- CiNii: DA15134805
- Gemeinsame Normdatei: 1059729989
- International Standard Name Identifier: 0000 0001 1663 7565
- Library of Congress Control Number: n00094333
- Nationale Bibliotheek van Tsjechië: osd20241217185
- Nationale Bibliotheek van Israël: 987007267082605171
- SNAC: w64c3s3v
- Système universitaire de documentation: 074504150
- Biographical Directory of the United States Congress: R000606
- Virtual International Authority File: 67700875
- WorldCat: E39PBJgHhwYKh7pfTcdMyP9Rrq